# ティツィアーナ・ファブリチーニ
ティツィアーナ・ファブリチーニ（Tiziana Fabbricini, 1959年2月23日 - ）は、イタリアのソプラノ歌手。
アスティ出身。マリオ・アントニエッティに声楽を師事。1982年のリエーティ国際声楽コンクール、1986年のアレッサンドリア声楽コンクール、1988年の「プッチーニとその時代」コンクールの各声楽コンクールで優勝。1990年にミラノのスカラ座に於けるジュゼッペ・ヴェルディの《椿姫》の公演でヴィオレッタ役として出演して脚光を浴びた。